# 端方
端方（1861年4月20日—1911年11月27日），托忒克氏（又作託濶羅氏），字午橋，號匋齋，满洲正白旗人。光绪八年（1882）壬午顺天乡试科举人，官至直隸總督，清末政治家、金石学家、收藏家。清末保路運動爆發，奉命署四川總督前往鎮壓，後被新軍軍官劉怡鳳所殺。追赠太子太保，授二等轻车都尉世职，諡忠敏。

## 生平

### 早年生平
1861年4月20日（咸丰十一年三月十一日）端方生于直隶的一个满洲旗人家庭，祖父文雅为嘉庆二十四年进士。端方自幼过继给伯父桂清为子。桂清为慈禧太后的亲信，当过同治帝的老师。端方於光緒八年（1882年）中举人（时隶正白旗满洲英全佐领下），捐工部员外郎，后迁候补郎中，1889年筹办光绪帝婚事，因其在筹办婚事中的出色表现而得到升迁。而后又监工清东陵，受到慈禧太后和光绪帝的褒奖，被赐三品顶戴。光绪二十四年（1898年），因为翁同龢和刚毅的保荐，光绪帝召见了端方，并补授直隶霸昌道，自此端方算是加入了维新派。不久清廷在北京创办农工商局，将其召还主持局务，由于端方的受宠当时的人感叹到端方的农工商总局已经渐渐替代了原来的工部的位置。一度支持戊戌变法，但在变法失败后端方主持的农工商总局被撤销，端方也被革职，他受到荣禄和李莲英的保护，并趁机上《劝善歌》，才未受株连。

### 封疆大吏
1899年，端方出任陕西按察使、布政使、并护理陕西巡抚。光绪二十六年（1900年），八国联军占领北京，慈禧和光绪帝出逃陕西。端方因接驾有功，调任河南布政使，1901年5月升任湖北巡抚。光绪二十八年（1902年），代理湖广总督；三十年（1904年）任江苏巡抚，代理两江总督。之后，他调任湖南巡抚。在历任上述封疆大吏期间，端方鼓励学子出洋留学，被誉为开明人士，“奋发有为，于内政外交尤有心得”。

### 出洋考察
光绪三十一年（1905年），端方被召回北京，升任闽浙总督，未及上任，便被派遣了更为重要的任务。9月24日，清政府受立宪运动影响，派端方和载泽、戴鸿慈、徐世昌和绍英五大臣出使西方考察宪政，预备制定宪法。五大臣出发之日，革命党人吴樾以自杀炸弹，在正阳门火车站行刺，致使启程之日推迟，徐世昌、绍英也被李盛铎和尚其亨顶替。
12月7日，端方和戴鴻慈秘密出发，率领正式团员33人，从秦皇岛乘海圻号军舰赴上海，于12月19日下午转乘美国邮轮赴日本。戴、端一行历访日本、美国、英国、法国、德国、丹麦、瑞典、挪威、奥地利、俄国十国，于次年8月回国。回国之后，端方总结考察成果，上《请定国是以安大计摺》，力主以日本明治维新为学习蓝本，尽速制定宪法。端还献上自己所编的《欧美政治要义》，后世认为此乃中国立宪运动的重要著作。

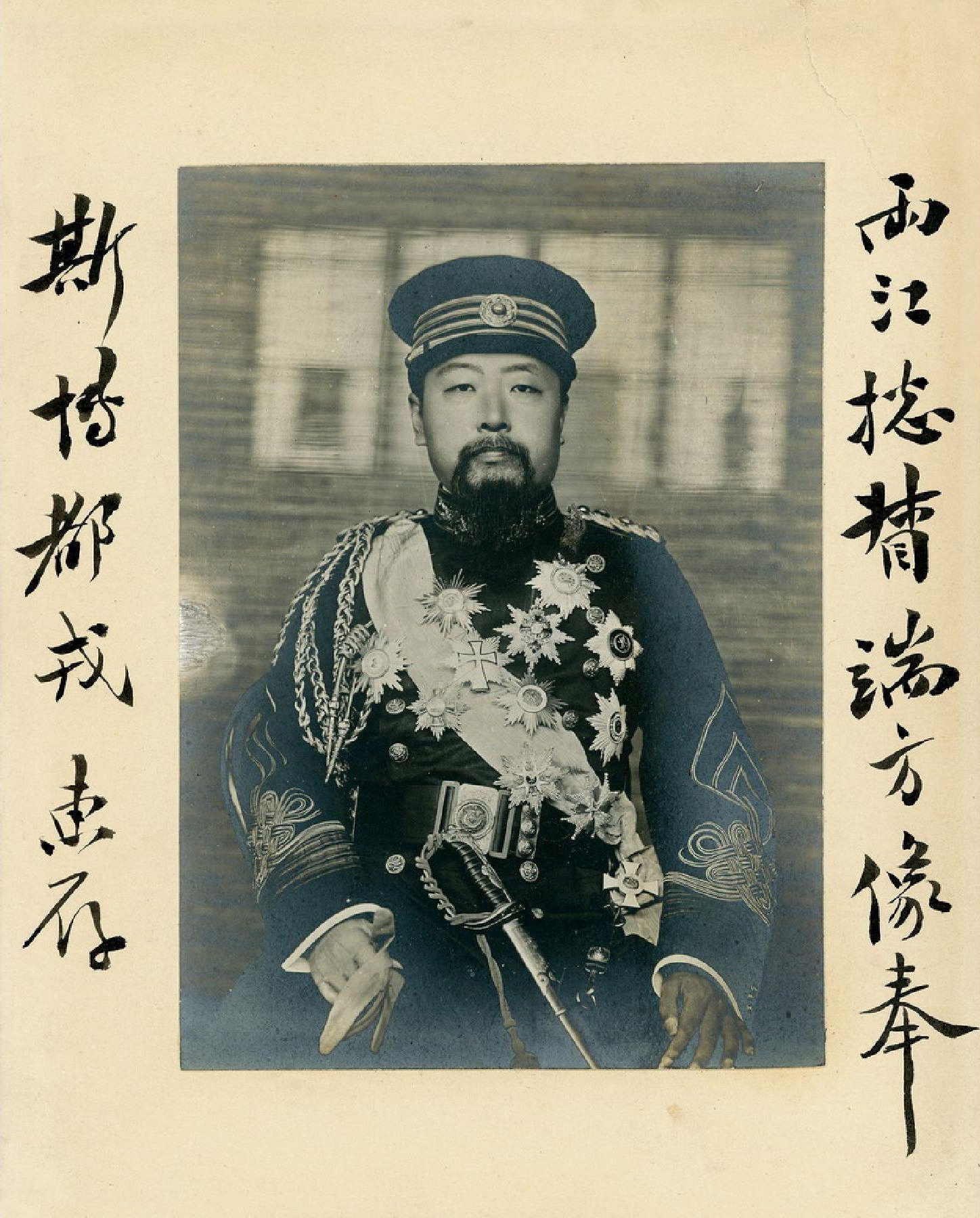
两江总督端方像奉 斯特都戎惠存

### 后期活动
回国之后，端方出任两江总督。自光绪三十二年（1906年）以來，端方坐鎮江南，密遺馬販米占元、京劇伶人夏月恒，刺探黨人陰事，「捕縳入獄者踵相接」:18。光绪三十三年五月二十六日（1907年7月6日），革命黨人徐錫麟於安慶行刺安徽巡撫恩銘。端方自南京電發安民告示曰：
「革命逆黨，徐逆錫麟，槍傷撫院，業經拿獲，供認罪名，按例懲辦，萬難姑容。所有脅從，一律從輕，罪在禍首，勿牽旁人。軍民人等，皆可安心。」:16

之后筹划南洋劝业会的前期准备工作，并于1909年1月成立南洋劝业会所。不久于宣统元年（1909年）6月调直隶总督，接替因病去世的杨士骧。端方在慈禧出殡之时因拍照驚擾隆裕皇太后，輿從橫衝神路，農工商部左丞李國傑劾之，監察御史胡思敬又彈其貪橫凡十罪，被罢官。
刘体智在其所著《异辞录》卷四的《端方褫職》写道——

陶齋制府自考察政治歸，氣概之盛，不可以一世，視政府諸公蔑如也。謂善化曰：「公宜專心於政府，舉我為外部尚書以自代。」善化笑而謝之。授兩江總督，諭迅即就任。或問其行期，則對曰：「余必遵諭旨中一『迅』字。」其實不然。慈聖春秋高，當國久，惟其言而莫之敢違，自天子至於群臣，均以其一人之愛憎為榮辱，視其一時之喜怒為進止。陶齋恃有內援，故不欲外值。憲法議起，與項城同在都城，會定官制，互相標榜，正當有為之際，何肯輕於離京。值言路彈章，相繼不絕，項城既絀，陶齋始敗興而去。宣統初元，調補直隸總督，入覲過天津，語署任那相曰：「吾舉子以自代，何如？」那相知其意，笑曰：「公入政府長外部，余得以北洋大臣將養病軀，稽首謝矣。」時人言籍籍，謂其將入樞府者甚眾，至京見世相。世相徑告之曰：「無稽之談不可聽，公速赴任可耳。」乃大沮喪。既而怒政府之不己援，獻策攝政王：廣開幕府，招致賢才，朝夕與處，陰以奪樞臣之權。慶邸輩怨之益甚。照像案發，交部議處。陶齋與總管太監小德張本為舊友，適同在東陵差，因有前事，屈意相求，至于長跪。為濤貝勒所見，又乞哀請為緩頰。以為布置周妥，在議處中，仍請訓出京，若無所事。吏部即於是日奏上，請予褫職。攝政王尚無惡於彼，頗欲全之，問諸樞臣，莫有為之言者。王猶豫良久，曰：「隆裕太后怒之甚，謂孝欽皇太后若在，誰敢然者！直令人不敢置對。」卒從部議。

### 兵变被殺
宣统三年四月二十（1911年5月18日），端方被委任为川汉粤汉铁路督办大臣，时部议鐵路國有，激起川湘鄂保路运动。7月14日抵达汉口。至9月7日，发生成都血案，四川局势濒于失控。9月10日，朝廷将四川总督赵尔丰免职，命端方署理，率湖北新军第八镇第十六协第三十一标及三十二标一部，经宜昌入川，至资州鎮壓革命黨人。11月27日新军哗变，端方曾表示愿归顺革命党，并向众人散发印有“陶方”的名片，声称祖先為陶姓，为浙江会稽的漢人，被迫入八旗。然而端方与其弟端锦还是被第八镇十六协三十一标左营管带刘怡凤杀死於資中禹王宮。

1912年1月10日晚7时，端方、端锦兄弟的头颅放在装菜油的铁盒里，由重庆革命军代表李某押解上船运抵武昌。中華民國軍政府鄂軍都督府都督黎元洪下令将两颗头颅游街示众，武汉万人空巷，围观此头。后由在外务部担任参事的端方长子端继先寻回并运回北京安葬。而清廷除加谥号“忠敏”和追赠太子太保以外，并褒奖其弟端锦——
壬午。諭內閣、署四川總督端方，才猷敏練，學識宏通，由部屬外任監司，洊膺疆寄。庚子之變，在陝西護撫任內，保衛維持，厥功甚偉。嗣充出使各國考察政治大臣、南北洋大臣，後因案革職。旋以候補侍郎充督辦粵漢川漢鐵路大臣。川中亂起，派令馳往查辦，並署理四川總督，宣力有年，勤勞素著。茲因帶隊入川，中途遇害，死事情形，慘不忍聞，殊堪憫惻，著加恩予謚，追贈太子太保，並賞給二等輕車都尉世職，照總督陣亡例從優賜恤。任內一切處分，悉予開複，應得恤典，該衙門查例具奏。靈柩回旗時，沿途地方官妥為照料，准其入城治喪。伊子外務部參事繼先、著以四品京堂候補。監生陶磐，著以主事補用。伊弟三品銜河南候補知府端錦、隨行入川，因救兄同時被害，尤屬忠義可風，著照三品官員陣亡例從優賜恤，以慰忠魂。尋予謚忠敏。——清实录 宣统朝政纪 卷六十八
之后典礼院请求清廷给予端锦谥号，结果清廷在退位那一天（2月12日），终于准其所请，“又諭、內閣代遞典禮院直學士端緒呈報胞弟端錦、在川被難情形。再懇加恩賜恤等語。河南候補知府端錦、著加恩准其予諡。”而这也是中国历史上帝制王朝最后一次在国朝实录里明白写上准以予谥的文字记录。
端方之死引起国际社会的高度关注，英国《泰晤士报》记者莫理循公开表示：“端方在中国享有广泛的威信……野蛮杀害端方，引起人们普遍的谴责。”
端方有女嫁袁世凯子袁克权。

## 教育成就
端方是中国新式教育的创始人之一，他在代任两江总督期间，在南京鼓楼创办了暨南学堂（現今中國大陸的暨南大学、台灣的國立暨南國際大学前身）。在任湖北、湖南巡抚期间，命令各道、府开办师范学院。在任江苏巡抚期间，决心革除陋习，下令各州县照例奉送的红包全数退回，用作选派两名当地学生出国留学。
端方还是中国一所幼儿园和省立图书馆的创办人。1903年9月（光绪二十九年年八月）时任湖北巡抚的端方在武昌阅马场创办了省立幼稚园，聘请了东京女子高等师范毕业的户野美知慧等三名日本保姆任教师，并由户野美知惠兼任湖北省立幼稚园的园长。这是中国最早的一批幼教工作者。1904年湖北省立幼稚园正式命名为湖北武昌蒙养院。湖北武昌蒙养院是中国第一所公办的幼儿教育机构，标志着中国幼儿教育近代化的开端。
1905年，端方在外国考察时，见国外名都均设有官方公共藏书机构，民众教育普及，使他耳目一新。遂奏请设立公共藏书机构——图书馆，成为创办图书馆、发展图书馆事业促进派。中国最早的几个官办公共图书馆，如江南图书馆，湖北省图书馆、湖南图书馆、京师图书馆等馆的创立，他出力甚多。为完成中国封建藏书楼向近代图书馆过渡，起了重要推动作用，对保存中国古代文献亦有贡献，光绪三十三年（1907年），江南藏书家丁家经商失败亏资百万，欲售其藏书。他恐八千卷楼重蹈皕宋楼覆辙，奏请政府以75000元尽购丁丙的藏书，藏于江南图书馆（今南京图书馆）。他还派出了二十多名幼女赴日本学习师范教育。

## 收藏家
端方从政之余，醉心于古玩收藏，是中国著名的收藏家之一，个人亦喜藏书，且收藏颇富，精品亦多，藏书处曰“宝华庵”、“陶斋”，藏书印有“乐道主人真赏”、“端方藏记”等。他與法國學者伯希和等人保持着良好的关系。在出洋考察期间，他还收集了古埃及文物，是近代中国收藏外国文物第一人。
端方逝後，其子弟因贫困，在1924年将一套陝西出土的商周青铜器“柉禁器组”以约20万两白银的价格經由美國學者福开森售與美国纽约大都会艺术博物馆。
根据北京保利2019年秋季拍卖会记录，有端方收藏的书法作品“端方旧藏翁覃溪书孔庄古墓志”（翁方纲隶书，张之洞题签，汉军旗科举人、清政府驻日本学监李寶巽（辛亥后改名李孺，活跃于天津画坛与词社）等题跋；李孺系正蓝旗汉军进士胡俊章之侄女婿，胡俊章之子苏州府候补知府胡玉瀛与端方系光绪八年（1882）壬午顺天乡试同榜）。

## 著作
- 《匋斋吉金录》
- 《端忠敏公奏稿》（翰林杨钟羲题签，进士劳乃宣序，1918）。

## 影响
- 清湖北官钱局发行的银票上印有端方、张之洞头像[10]。

## 家庭
- 生父桂和，直隶候补知县。
- 养父（胞叔）桂清，咸豐二年繙譯進士。
- 弟端绪；端锦，候补知府，与端方同时殉难于四川。
- 胞姊託濶羅氏（又托忒克氏），嫁镶蓝旗满洲覺爾察氏伯麒（父文恭公額勒和布，祖父甘肅涼州副都統薩隆阿）。
- 子陶磐，候补主事。

## 延伸阅读
[在维基数据编辑]
 《清史稿·卷469》，出自趙爾巽《清史稿》
 在维基共享资源阅览影像